# Thurbo

Historisches Logo

Die Thurbo AG ist eine Eisenbahngesellschaft in der Ostschweiz und im grenzüberschreitenden Verkehr mit Deutschland und Österreich. Sie betreibt auf einem Streckennetz von 658 km den Regionalverkehr, wodurch sie neben den Schweizerischen Bundesbahnen SBB zu den grössten Eisenbahnverkehrsunternehmen (EVU) in der Schweiz zählt. Insgesamt werden 180 Bahnhöfe und Haltestellen angefahren. Jährlich befördert Thurbo rund 26 Mio. Reisende und legt dabei 14,5 Mio. Angebotskilometer zurück.
Das Unternehmen wurde am 20. September 2001 gegründet und nahm im Dezember 2002 den Betrieb auf.  Thurbo gehört zu 90 % den SBB und zu 10 % dem Kanton Thurgau. Es ist jedoch selbständig und eigenverantwortlich für den Betrieb. Der Name Thurbo ist ein Akronym (Kombination aus Thur respektive Thurgau und Bodensee).

## Geschichte
Bis 2005 existierte das Tochterunternehmen EuroThurbo GmbH, das für die in Deutschland gelegenen Seehas- und Seehäsle-Strecken sowie für den Allgäu-Express verantwortlich war. Diese Strecken wurden auf 2005 von der deutschen SBB-Tochter SBB GmbH übernommen, da der Kanton Thurgau, dem 10 Prozent der Thurbo gehören, keine wirtschaftlichen Risiken beim Betrieb von Auslandsstrecken mittragen möchte.

## Liniennetz
Das Liniennetz der Regionalbahn Thurbo besteht mit Stand Dezember 2021 aus folgenden Linien:
S-Bahn St. Gallen
- S 1 Wil – Gossau SG – St. Gallen –  Romanshorn – Kreuzlingen – Schaffhausen
- S 2 Nesslau-Neu St. Johann – Herisau – St. Gallen – Rorschach – St. Margrethen – Altstätten
- S 5 Weinfelden – Sulgen – Gossau SG – St. Gallen – Rorschach – St. Margrethen
- S 7 Weinfelden – Sulgen – Romanshorn – Rorschach (– St. Margrethen – Bregenz – Lindau-Reutin)  (nach Lindau bis Fahrplanwechsel 2023/24 nur Samstag/Sonntag)
- S 9 Wil – Wattwil
- S 10 Wil – Weinfelden – Sulgen – Romanshorn
- S 12 Sargans – Chur
- S 14 Weinfelden – Kreuzlingen – Konstanz (Hält überall an)
- S 44 Weinfelden – Kreuzlingen – Konstanz (Thurbo) (Ohne Halt und fährt alle 2 Stunden)
- S 81 St. Gallen – Herisau
- S 82 St. Gallen – Wittenbach  (während den Hauptverkehrszeiten)
- RE 1 Herisau – St. Gallen – Romanshorn – Kreuzlingen Hafen – Konstanz (Thurbo)
- RegioExpress RE St. Gallen – Rorschach – Buchs SG – Sargans  (abends nach Betriebseinstellung des  13)

S-Bahn Zürich
- S 26 Winterthur – Bauma – Rüti ZH
- S 29 Winterthur – Stein a. Rhein
- S 30 Winterthur – Frauenfeld – Weinfelden
- S 35 Winterthur – Wil
- S 36 Bülach – Bad Zurzach – Waldshut
- S 41 Winterthur – Bülach

«Nachtwind» (Nachtlinien)
- SN St. Margrethen – Rorschach – St. Gallen – Gossau SG – Wil – Winterthur 
je 2 bis 3 Nachtverbindungen pro Richtung (Stundentakt), Anschluss in Winterthur von/nach Zürich
- SN Winterthur – Weinfelden – Sulgen – Romanshorn 
je 2 bis 3 Nachtverbindungen pro Richtung (Stundentakt), Anschluss in Winterthur von/nach Zürich
- SN St. Gallen – Romanshorn 
2 Nachtverbindungen (Stundentakt), Anschluss in St. Gallen von/nach Zürich
- SN Weinfelden – Kreuzlingen – Konstanz 
je 2 bis 3 Nachtverbindungen pro Richtung (Stundentakt), Anschluss in Weinfelden von/nach Winterthur
- SN Romanshorn – Kreuzlingen – Konstanz 
je 2 Nachtverbindungen pro Richtung (Stundentakt), Anschluss in Romanshorn von/nach St. Gallen

«ZVV-Nachtnetz» (Nachtlinien)
- Winterthur – Schaffhausen – Stein am Rhein
je 4 Nachtverbindungen pro Richtung, Anschluss in Winterthur von/nach Zürich
- Winterthur – Bülach
1 Nachtverbindung pro Richtung, Anschluss in Winterthur von/nach Zürich
- Schaffhausen – Bülach
3 Nachtverbindungen pro Richtung, Anschluss in Winterthur von/nach Zürich

## Rollmaterial
Im Dezember 2001 bestellte Thurbo bei Stadler Bussnang eigenes Rollmaterial, in Form von 80 Gelenktriebwagen, kurz GTW. Aufgrund des Konkurses der Miteigentümerin Mittelthurgaubahn (MThB) erwarben die SBB deren Rollmaterial und übertrugen es auf die Thurbo. Im Dezember 2002 startete daher ein Übergangsbetrieb mit vorhandenem Rollmaterial, darunter den ABDe 536 (EAV), RBDe 566 (NPZ) und RABe 526 680–689 (GTW «Seelinie») der ehemaligen MThB, sowie angemieteten RBe 540 und RBDe 560 (NPZ) der SBB.
Die Ablieferung der bei Stadler in zwei Ausführungen bestellten GTW der dritten Generation startete 2003 mit 51 kurzen GTW 2/6 («AK», 701–751), ab 2005 gefolgt von 29 um einen Mittelwagen längeren GTW 2/8 («AKL», 752–780). Nachdem bereits alle AK ausgeliefert waren, wurde entschieden zehn AK (709–718) ebenfalls um einen Mittelwagen zu AKL (781–790) verlängern zu lassen. Gestiegene Fahrgastzahlen sowie der Ende 2006 dazugekommene Betrieb auf der Tösstalstrecke erforderten diese Verlängerung, die 2008 von Stadler Bussnang vorgenommen wurde.
Schieden mit der Aufgabe des Auslandsbetriebs durch EuroThurbo und deren Fusion mit der SBB GmbH bereits 2005 die MThB-NPZ-Kompositionen aus dem eigenen Fahrzeugbestand, konnten mit der 2007 abgeschlossenen Ablieferung der GTW-III, auch die MThB-EAV-Kompositionen bis Ende 2006 stillgelegt und der Betrieb mit älteren Mietfahrzeugen der SBB beendet werden.
Für die S-Bahn St. Gallen wurden 2010 weitere zwölf AKL (791–802) bestellt, die zugunsten einer Einheitsflotte den bisherigen GTW-III entsprechen; für den Betrieb der Klettgauer Linie (Schaffhausen–Erzingen) der S-Bahn Schaffhausen wurde die Bestellung um drei AKL (803–805) auf 15 Stück erhöht die 2012–2013 abgeliefert wurden. Ende 2013 umfasste das Rollmaterial der Thurbo 109 Fahrzeuge der GTW-Familie, aufgeteilt in 95 GTW-III, 10 GTW-I und 4 GTW-I-Steuerwagen.
2013 erwarben die SBB von der BLS AG deren 13 GTW-III, die 2003–2004 von der Regionalverkehr Mittelland (RM) beschafft wurden, als mittelfristigen Ersatz für die zehn GTW-I (680–689) und deren vier Steuerwagen (221–224), die allesamt noch von der MThB beschafft wurden. Per 1. Januar 2018 wurden diese 13 GTW 2/8 («AJU», 260–265, 280–287) an Thurbo verkauft und von den SBB für den Flügelzugbetrieb im Jurabogen zurückgemietet. Revidiert und neu lackiert lösten sie im Laufe des Jahres 2021 die GTW-I ab. Als erste Fahrzeuge wurden GTW 680 und Bt 222 am 22. April 2021 nach Emmenbrücke zum Abbruch überführt. Bis Ende Jahr wurden die weiteren GTW-I abgebrochen, mit Ausnahme von GTW 683, der an den Verein MThB-NPZ verkauft wurde.
Die SBB hatten 2003 für den Betrieb der Seetalbahn 17 GTW 2/8 der zweiten Generation in Schmalprofilausführung mit 350 Millimeter Einstiegshöhe beschafft, statt der mittlerweile üblichen 550 Millimeter Höhe; nachdem die von der S28 der S-Bahn Aargau bediente Strecke auf 550-mm-Perrons modernisiert wurde, suchten die SBB ein neues Einsatzgebiet für zwei Fahrzeuge aus dem Pool. Im Rahmen der 2018 begonnenen Modernisierung, die auch den Umbau eines von zwei Einstiegen im Mittelwagen auf 550 mm umfasst, wurde mit Thurbo die buchhalterische Übernahme von zwei modernisierten RABe 520 (GTW «Seetal») für die S36 der S-Bahn Zürich vereinbart. Formal tragen GTW 000 und 016 das Halterkürzel CH-THB der Thurbo, sind aber unverändert Bestandteil des Fahrzeugpools und werden über die Wochenenden jeweils ausgetauscht.
Ende 2021 umfasste das Rollmaterial der Thurbo 108 GTW-III, sowie zwei GTW-II:
- 41 GTW 2/6 (RABe 526 701–708, 719-751)[6]
- 54 GTW 2/8 (RABe 526 752–805)[2][7]
- 13 GTW 2/8 (RABe 526 260–265, 280–286)[8]
- 2 GTW 2/8 (RABe 520 000, 016)

### Werbung
Thurbo-Rollmaterial wird auch als Werbefläche genutzt. Radio und Tele TOP werben am RABe 526 707 mit einer Ganzreklame an der Aussenhaut. Die eine Seite zeigt Radio TOP, die andere Tele TOP. Von 2006 bis 2014 stellte der RABe 526 725 das Theater St. Gallen heraus, wobei die Werbung jeweils aufgrund der Programmwechsel angepasst wurde. Als weiteres Fahrzeug ist seit 2013 der RABe 526 779 für Sympany unterwegs und seit Februar 2017 wirbt der RABe 526 801 für das Jobportal Jobs.ch.
Mehrfach wird auch nur eine Teilwerbung am Antriebsteil angewendet. Zahlreiche Firmen und Anlässe, aber auch die Kantone Thurgau, Schaffhausen, St. Gallen und Aargau werben auf den Zügen.

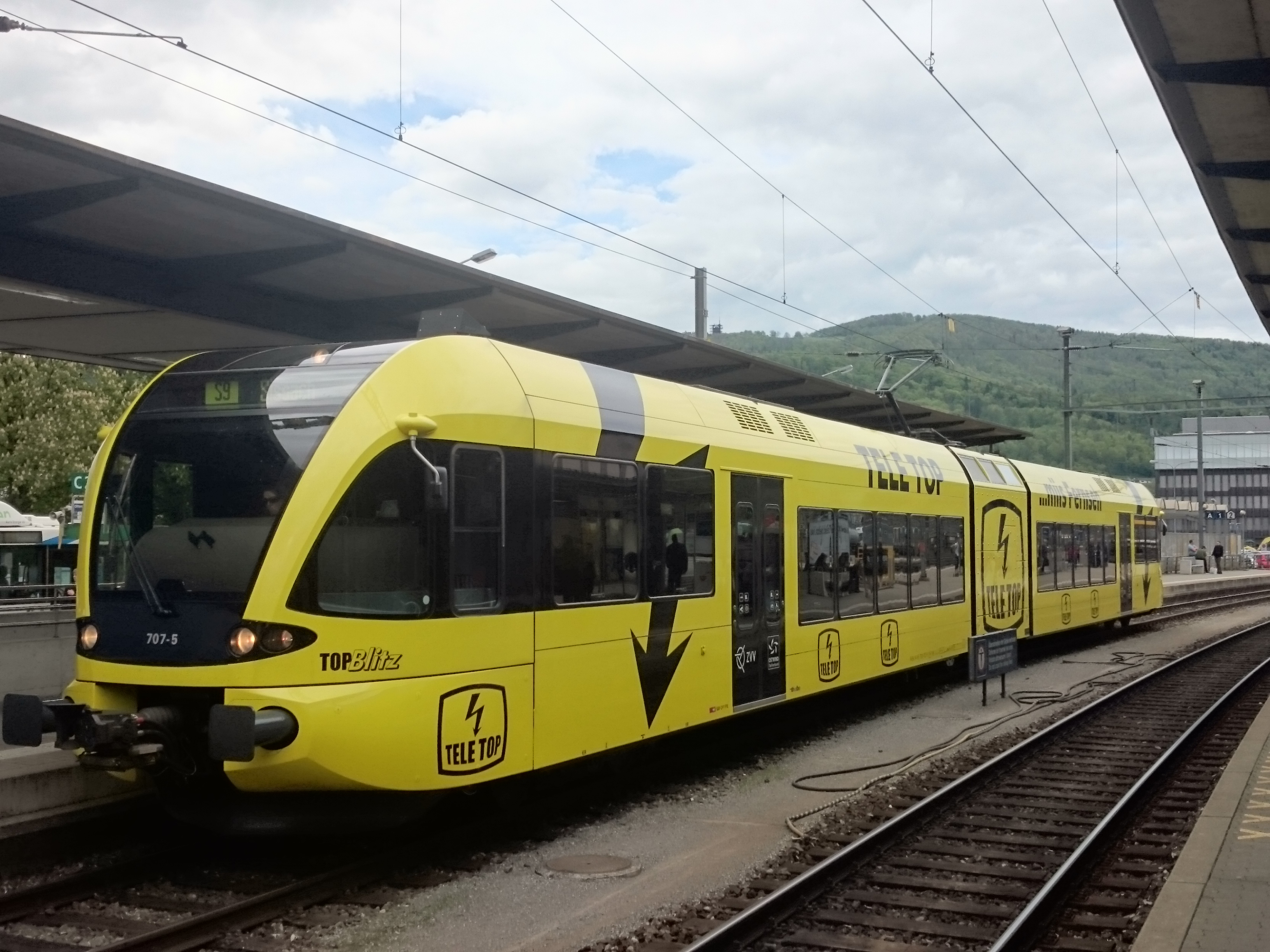
RABe 526 707 (Seite Tele TOP)
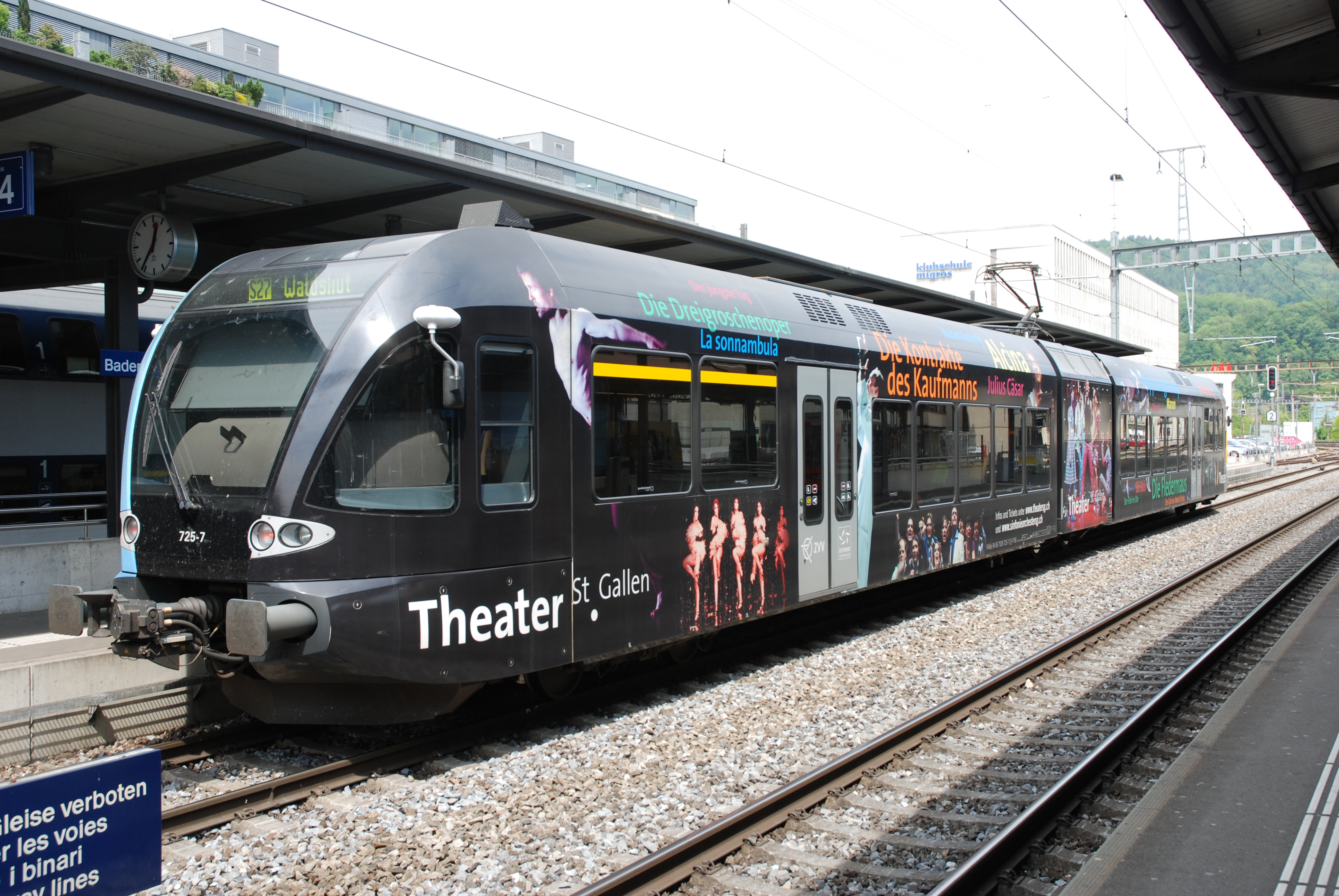
RABe 526 725 (Theater St. Gallen)

## Galerie

Thurbo im alten Design
Thurbo im neuen Design

## Ehemaliges Rollmaterial
| Baureihe           | Baureihe   | Hersteller           | Baujahr            | Herkunft    | Stückzahl  | Stückzahl  | Ausrangiert                       | Bemerkungen                             |
| Serie              | Nummern    | Hersteller           | Baujahr            | Herkunft    | total      | heute      | Ausrangiert                       | Bemerkungen                             |
| Triebwagen         | Triebwagen | Triebwagen           | Triebwagen         | Triebwagen  | Triebwagen | Triebwagen | Triebwagen                        | Triebwagen                              |
| ------------------ | ---------- | -------------------- | ------------------ | ----------- | ---------- | ---------- | --------------------------------- | --------------------------------------- |
| ABDe 536           | 611        | SIG/SWS SAAS/BBC/MFO | 1965               | MThB (2002) | (Üb)06     | 0          | 2006                              | an TPF verkauft                         |
| ABDe 536           | 612        | SIG/SWS SAAS/BBC/MFO | 1965               | MThB (2002) | (Üb)06     | 0          | 2006                              | an VHMThB abgegeben                     |
| ABDe 536           | 613        | SIG/SWS SAAS/BBC/MFO | 1965               | MThB (2002) | (Üb)06     | 0          | 2005                              | an TPF verkauft                         |
| ABDe 536           | 614–615    | SIG/SWS SAAS/BBC/MFO | 1965               | MThB (2002) | (Üb)06     | 0          | 2006                              | †                                       |
| ABDe 536           | 616        | SIG/SWS SAAS/BBC/MFO | 1966               | MThB (2002) | (Üb)06     | 0          | 2004                              | ex GFM ABDe 4/4 171; an Travys verkauft |
| RBDe 566           | 631–634    | SWG/SIG/ABB          | 1994               | MThB (2002) | (Üb)04     | 0          | 2005                              | > SBB GmbH                              |
| Bm 596             | 671–673    | STAG                 | 1996–1997          | MThB (2002) | (Üb)03     | 0          | 2005                              | > SBB GmbH                              |
| RABe 526           | 680–689    | STAG                 | 1998–1999          | MThB (2002) | (Üb)010    | 0          | 2021                              | 683 an Verein MThB-NPZ verkauft         |
| Steuerwagen        |            |                      |                    |             |            |            |                                   |                                         |
| Bt                 | 201–202    |                      | 1965               | MThB (2002) | (Üb)04     | 0          | 2006                              | an BLS verkauft                         |
| Bt                 | 203        | 1964                 | 2005               | MThB (2002) | (Üb)04     | 0          | ex GFM Bt 303; an TPF verkauft    |                                         |
| Bt                 | 204        | 1964                 | 2004               | MThB (2002) | (Üb)04     | 0          | ex GFM Bt 302; an Travys verkauft |                                         |
| Bt                 | 211–216    | SWG/SIG/ABB          | 1994               | MThB (2002) | (Üb)06     | 0          | 2005                              | > SBB GmbH                              |
| Bt                 | 221–224    | STAG                 | 1999               | MThB (2002) | (Üb)04     | 0          | 2021                              |                                         |
| Bt                 | 231–232    |                      | 1962–1963          | MThB (2002) | (Üb)02     | 0          | 2005                              | > SBB GmbH; ex SZU Bt 997–998           |
| Personenwagen      |            |                      |                    |             |            |            |                                   |                                         |
| B                  | 121        |                      |                    | MThB (2002) | (Üb)09     | 0          | 2006                              | an VDM verkauft                         |
| B                  | 122–127    | 2006                 | †                  | MThB (2002) | (Üb)09     | 0          |                                   |                                         |
| B                  | 128        | 2006 (?)             | Verbleib unbekannt | MThB (2002) | (Üb)09     | 0          |                                   |                                         |
| B                  | 129        | 2006 (?)             | an VDM verkauft    | MThB (2002) | (Üb)09     | 0          |                                   |                                         |
| AB                 | 151III     |                      |                    | MThB (2002) | (Üb)06     | 0          | 2004                              | an Privaten verkauft                    |
| AB                 | 152III     | 2006                 | †                  | MThB (2002) | (Üb)06     | 0          |                                   |                                         |
| AB                 | 153–154    | 2006                 | †                  | MThB (2002) | (Üb)06     | 0          |                                   |                                         |
| AB                 | 155–156    | 2004                 | †                  | MThB (2002) | (Üb)06     | 0          |                                   |                                         |
| AB                 | 161–164    |                      | 1995               | MThB (2002) | (Üb)04     | 0          | 2005                              | > SBB GmbH                              |
| Rangierlokomotiven |            |                      |                    |             |            |            |                                   |                                         |
| Tm 236             | 642        | Stadler              | 1966               | MThB (2002) | (Üb)01     | 0          | 2003                              | ex Tm 51; 2007 an Stauffer verkauft     |

## Infrastruktur
Die Infrastruktur (Strecke Wil SG–Weinfelden–Kreuzlingen) der 2003 liquidierten Mittelthurgaubahn (MThB) ging ins Eigentum der Thurbo über und wurde durch SBB-Infrastruktur unterhalten. Am 1. Juni 2019 wurde die Infrastruktur Kreuzlingen–Weinfelden–Wil SG rückwirkend per 1. Januar 2019 in die SBB Infrastruktur integriert. Thurbo ist von da an ein reines Eisenbahnverkehrsunternehmen.

## Kritik
Nachdem Thurbo im Jahre 2013 einen Verlust von 3,1 Millionen Franken eingefahren hatte, verschlechterte sich das Arbeitsklima. Die Gewerkschaft SEV bemängelte die schlechteren Arbeitsbedingungen als beim Mutterhaus SBB, forderte die im Gesamtarbeitsvertrag (GAV) vorgesehenen Lohnanpassungen ein und warf Thurbo vor, das Schlichtungsverfahren zu verzögern. Thurbo führt den Verlust auf geringere Leistungsabgeltungen der Kantone zurück. Der Kanton Thurgau begründet die Kürzung seiner Abgeltungen mit den Gewinnen, die Thurbo in den Vorjahren erzielte.